# Spiloloma lunilinea
Spiloloma lunilinea là một loài bướm đêm trong họ Erebidae.